# Động đất Uqturpan 2024
Động đất Uqturpan 2024 (tiếng Trung: 2024年乌什县地震) là trận động đất xảy ra vào lúc 02:09 (CST), ngày 23 tháng 1 năm 2024. Trận động đất có cường độ 7,0 Mw, tâm chấn độ sâu khoảng 13 km. Hậu quả trận động đất đã làm 3 người chết, 74 người bị thương, hơn 12.400 người phải sơ tán.